# Iriomote-kat
Iriomote-katten (Prionailurus bengalensis iriomotensis) eller Iriomote-vildkatten er en underart af den asiatiske leopardkat. Den lever kun på den lille japanske ø Iriomote (Okinawa amt). Hunnen er cirka 50 cm lang fra hoved til halerod. Halen er omkring 25 cm lang. Hannen er en smule større. 

## Systematik
Iriomote-katten blev første gang videnskabeligt beskrevet i 1967 som arten Mayailurus iriomotensis ud fra morfologiske karakterer, men er siden blevet kaldt en underart af leopardkatten (Prionailurus bengalensis) på grund af stor genetisk lighed med denne.

## Levevis
Den finder hovedsageligt sin føde i sumpe og langs kysten, hvor den især jager vandfugle. Den kan både svømme og dykke, for at fange sit bytte.

## Kritisk truet
Bestanden af iriomot-katten blev i 2008 anslået til omkring 100 eksemplarer og menes at være i tilbagegang. Derfor anses den for at være kritisk truet af udryddelse. Den blev fredet i Japan i 1977.